# أولاد علي لكراري (بوعنان)
أولاد علي لكراري هي إحدى مشيخات المملكة المغربية، تتبع جغرافيا لإقليم فكيك وإداريًا لبوعنان. يقدر عدد سكانها بـ 429 نسمة حسب الإحصاء الرسمي للسكان والسكنى لسنة 2004.